# Бунин, Николай Ефимович
Бунин, Николай Ефимович (1924 — 1986) —  бригадир строительной бригады треста «Краснодоншахтострой». Заслуженный строитель Украинской ССР; кавалер ряда орденов, Почётный гражданин Краснодона (1964).

## Биография
Родился в 1924 году в крестьянской семье с. Верхнее Гуторово Курского уезда Курской губернии (ныне — Курская область Российской Федерации). После окончания школы помогал родителям по домашнему хозяйству; трудовую деятельность начал в 1938 году в сельском колхозе. Окончил школу фабрично-заводского обучения.
В марте 1943 года призван в Красную армию. Сержант, помощник командира взвода 172-й гвардейской Павлоградской дивизии. В составе действующей армии участвовал в боях с немецко-фашистскими захватчиками: с 16.11.1943 по 16.01.1944. Будучи в разведке в районе д. Жерди Полесской обл., в бою с неприятелем получил тяжёлое пулевое ранение в области коленного сустава. В период с 16.01.1944 по 14.10.1944 находился на лечении в госпитале, затем в запасном полку. Снова в строю: с 14.10.1944 по 10.01.1945, с 10.01.1945 по 09.05.1945 г. — до конца Великой Отечественной войны в составе действующей армии.
В 1950 году, после демобилизации из рядов Советской армии, приехал в Луганскую область и поступил работать в Жилищно-строительное управление № 2 треста «Краснодоншахтострой». Вскоре был назначен бригадиром, и возглавляемый им трудовой коллектив — строительная бригада стала лучшей в профессии, регулярно имевшая высокие показатели.
Строительной бригадой, руководимой Буниным более  30-ти лет,  были построены многочисленные объекты, в том числе городской Дворец культуры имени «Молодой гвардии» и дворец имени Олега Кошевого, Дворец спорта, здание городского музея, кинотеатр «Юбилейный», гостиница «Турист», горный техникум, институт, санаторий-профилакторий, городские школы № 4, 5, 8, 24. По данным статистики более 60-ти процентов жилого фонда города сооружено бунинцами. Памятую о нём, краснодонцы говорят: «Не найти в Краснодоне здания, к которому при его строительстве не прикасались бы золотые руки Николая Бунина».
В 1964 году, в ознаменование 50-летия со дня основания родного города, он был в числе первых лиц, знаменитых горожан,  кто удостоен высокого звание — Почётный гражданина города Краснодона. Являясь авторитетным членом социалистического общества, как весьма уважаемый человек — Николай Ефимович Бунин, неоднократно избирался депутатом городского и областного советов.
Умер в 1986 году, похоронен в Краснодоне на городском кладбище.

## Награды, звания
- орден Красной Звезды (1944)[2]
- орден Ленина
- орден Октябрьской Революции
- орден Отечественной войны I степени (1985)[3]
- Заслуженный строитель Украинской ССР
- Почётный гражданин Краснодона (1964)

## Память
Именем Почётного гражданина Краснодона, Николая Бунина, названа одна из улиц города.